# Sjeverozapadni bantu (C.80) jezici
Sjeverozapadni bantu (C.80) jezici, podskupina sjeverozapadnih bantu jezika u zoni C čiji je jedini predstavnik jezik kela ili ikela, lemba [kel] u DR Kongu. Govori ga oko 180.000 ljudi (1972 Barrett) u provinciji Kasaï Oriental.
Jezik kela prije je bio podkalsificiran podskupini tetela (C.80);